# Alfonso Romero Holmes
Alfonso Romero Holmes (Barcellona, 28 maggio 1965) è uno scacchista spagnolo.
All'età di 18 anni si classificò secondo al campionato di Catalogna, e l'anno successivo vinse il campionato juniores spagnolo. Nel 1985 fu vicecampione europeo giovanile a Groninga, ottenendo il titolo di Maestro Internazionale.
Nel 1987 vinse il campionato spagnolo assoluto. Dal 1986 al 2004 partecipò con la nazionale spagnola a cinque olimpiadi degli scacchi, vincendo una medaglia di bronzo individuale alle olimpiadi di Bled 2002.
Ottenne il titolo di Grande maestro nel 1995.
Tra i principali risultati di torneo: 
- 1987 : 2º nello zonale di Andorra
- 1989 : 1º ad Albacete
- 1990 : 1º-2º a Salamanca
- 1991 : 1º al torneo B di Wijk aan Zee.
- 1994 : 2º a Terrassa
- 2000 : 2º a Oviedo

Nel 2009 ha vinto a Senigallia il 41º Campionato italiano a squadre con la squadra "Obiettivo Risarcimento Padova" (in seconda scacchiera).